# Brigit Pegeen Kelly
Brigit Pegeen Kelly (ur. 1951 w Palo Alto w Kalifornii, zm. 14 października 2016) – poetka amerykańska.

## Życiorys
Wykładała na wielu uczelniach, w tym na University of California-Irvine, Purdue University, Warren Wilson College i University of Illinois in Urbana-Champaign. Wydała między innymi To the Place of Trumpets (1987), Song (1995, za który otrzymała Lamont Poetry Prize of the Academy of American Poets) i The Orchard (2004).